# Haden (mangue)
Pour les articles homonymes, voir Haden.

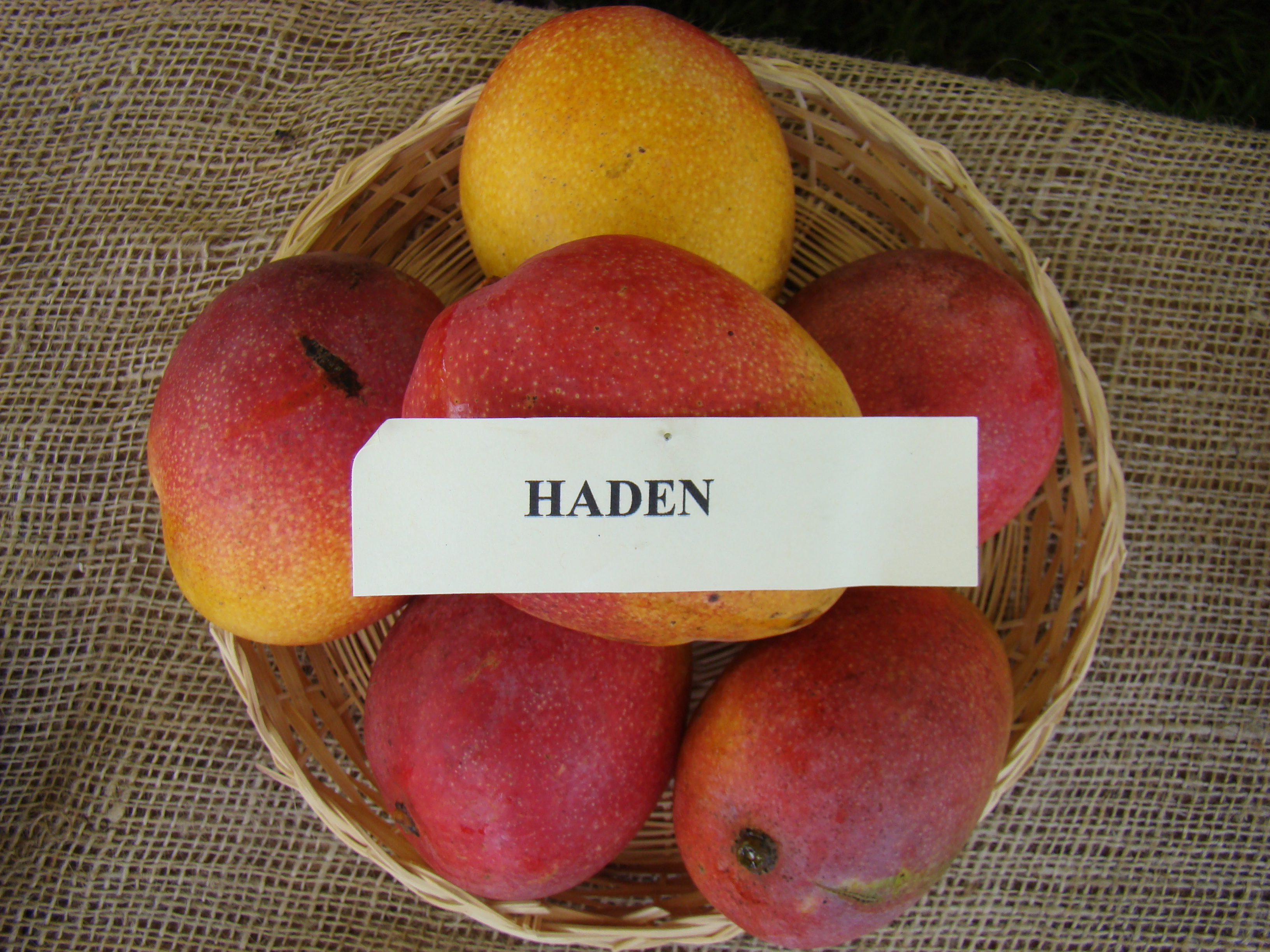
Des mangues Haden dans un panier.

La mangue Haden (ou Hayden) est une variété de mangue originaire du Sud Floride, désormais l'une des plus cultivées dans le monde. Elle a donné de nombreuses autres variétés développées en Floride. 
Elle provient d'un plant de manguier Mulgoba (en) planté en 1902 par le Capitaine John J. Haden, retraité de l'U.S. army vivant à Coconut Grove.

## Histoire

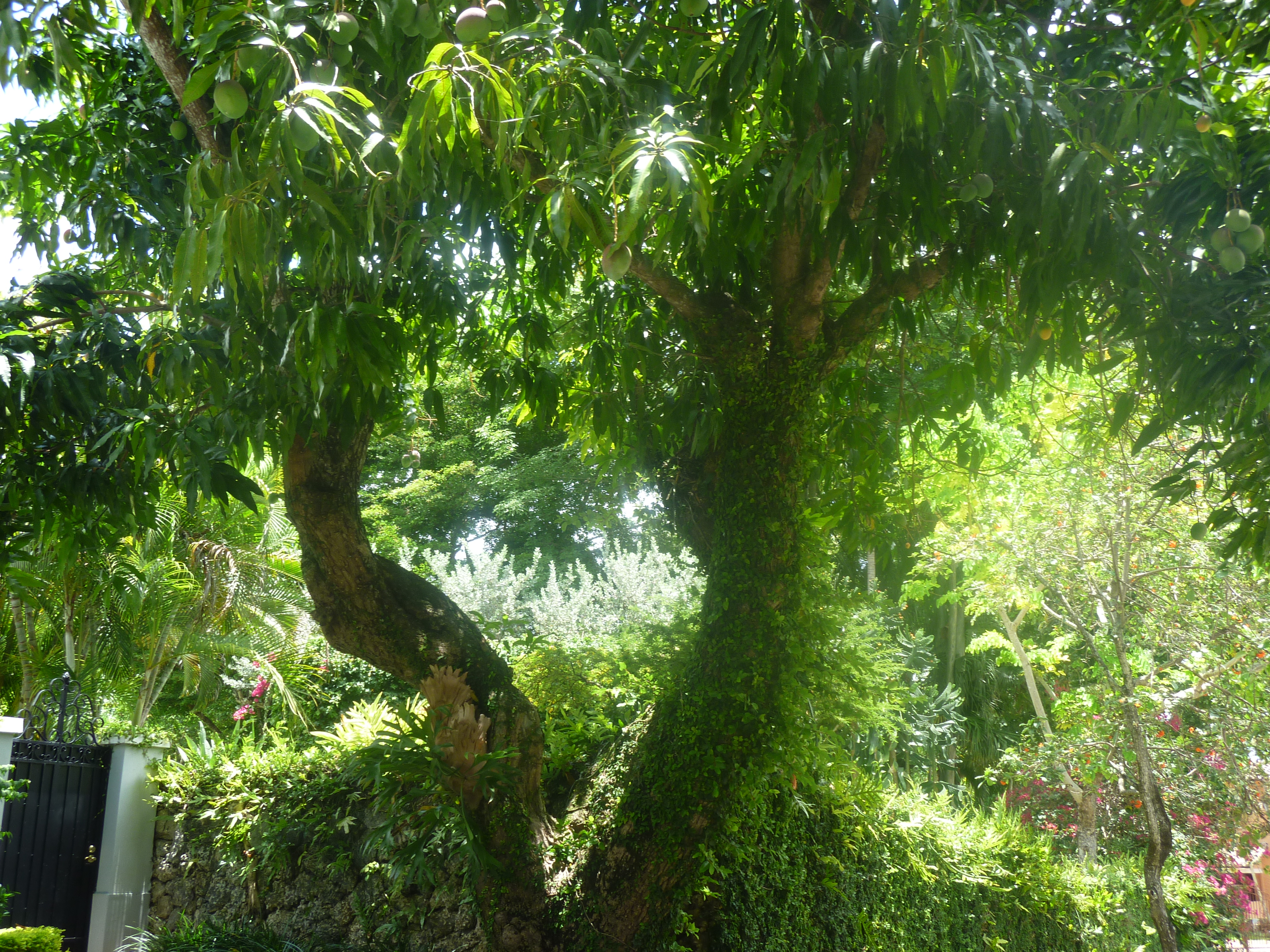
Manguier de Coconut Grove considéré comme le manguier Haden original.